# انفجار ژانویه ۲۰۱۸ بنغازی
انفجار ژانویه ۲۰۱۸ بنغازی در شامگاه سه‌شنبه ۲۳ ژانویه در نزدیکی مسجدی در محله السلمانی رخ داد. این حادثه با انفجار دو خودرو بمبگذاری شده به فاصله نیم ساعت دست‌کم ۲۷ کشته و ۴۲ زخمی برجا گذاشته‌است.

## شرح واقعه
در شامگاه سه شنبه ۲۳ ژانویه ۲۰۱۸ دو بمب که در دو خودرو جاسازی شده بودند به فاصله نیم ساعت از هم در نزدیکی مسجدی در محله السلمانی در بنغازی لیبی منفجر شدند. اولین بمب هنگامی که نمازگزاران در حال خروج از مسجد بودند منفجر شد و دومین انفجار نیز به فاصله نیم ساعت بعد از انفجار اول در حالی که مردم در حال رسیدگی و انتقال مجروحین به بیمارستان بودند صورت گرفت.

## کشته و زخمی
این انفجارها دست‌کم ۲۷ کشته و ۴۲ زخمی داشته‌است که رهبر یکی از گروه‌های شبه نظامی محلی نیز در یکی از این انفجارها کشته شده‌است.
حال بعضی از زخمی‌ها وخیم اعلام شده‌است و سخنگوی بیمارستان محلی الجلا گفت که ممکن است تعداد قربانیان بیشتر شود.

## مظنونین
هنوز هیچ گروهی این انفجارها را به‌عهده نگرفته‌است.